# Sussex
Sussex var et grevskab i det sydlige England. Det blev delt i West Sussex og East Sussex i 1888.